# Jakob Madsen Aarhus
Jakob Madsen Aarhus (1538 i Århus – 15. juli 1586 i København) var en dansk teolog, sprogforsker og rektor.
Jakob Madsen Aarhus var rektor ved katedralskolen i Århus. Da han fik et kanonikat, satte indtægterne herfra ham i stand til at studere i udlandet, hvilket han gjorde i perioden 1567-74, bl.a. moderne og antikke sprog. I 1578 blev han professor i latin ved Københavns Universitet og i 1580 professor i græsk og teologi. I 1585 og til sin død var han rektor ved universitetet.
Jakob Madsen Aarhus var en af de første, der behandlede det danske sprog videnskabeligt og arbejdede med fonetik. Som den første i Europa udgav han i 1586 i Basel en systematik oversigt over bogstavlydene, De literis libri duo under sit latiniserede navn, Jacobus Matthiæ Arhusiensis. Heri anbefalede han bl.a. at anvende bogstavet "j" ved stavning af ord som jord, bjerg og nej i stedet for "i". Hans anbefaling blev dog først efterlevet i nyere tid.
Han var en af de førende fortalere for at indføre de ramistiske ideer ved universitetet. Ramismen (opkaldt efter Pierre de la Ramée (1515-72)) talte bl.a. for at opbløde den ensidige fokusering på Aristoteles til fordel for især Platon.